# Adolphe-Simon Neboux
Adolphe-Simon Neboux (1806–1844) foi um cirurgião e naturalista francês que acompanhou a fragata La Vénus sob o comando do almirante Abel du Petit-Thouars entre os anos 1836 e 1839, visitando a costa do Pacífico da América do Norte e das Ilhas Galápagos.
Entre as espécies que ele descreveu, estão a gaivota-rabo-de-andorinha e a pomba de frutas brancas (Ptilinopus dupetithouarsii). Nas Galápagos, ele colecionou espécimes: rola-das-galápagos (Zenaida galapagoensis), andorinha-grande (Progne modesta), e dois tentilhões (Geospiza scandens e Geospiza fortis) &mdash essas espécimes foram posteriormente apresentadas ao Museu d'Histoire Naturelle em 1839. Ele é homenageado sob nome científico de patola-de-pés-azuis (Sula nebouxii).

## Obras associadas a Adolphe-Simon Neboux
- adolphe simon Neboux. 1850. Projet d'organisation de l'assistance publique dans la ville de Paris limité au service des secours à domicile… suivi d'un projet d'une nouvelle organisation du service médical des indigents,… par le Dr Neboux… Editor Impr. de N. Chaix, 47 pp.

- __________. 1840. Dissertation sur le scorbut observé à bord de la frégate La Vénus, pendant la campagne qu'elle a faite autour du monde dans les années 1837, 1838 et 1839. Tesis francesas. 43 pp.

- Description d'oiseaux nouveaux recueillis pendant l'expedition de la Venus. (1840), Revue Zoologique 3 : 289-291.[2]

- Les journaux de bord de "chirurgien naviguant" Adolphe-Simon Neboux (autor: Claudine Rigaudeau-Privat, ed. Jean-Pierre Kernéis), Université de Nantes , (1978).[3]

## Honrarias
Epônimos
- Sula nebouxii